# 湯本浩昭
湯本 浩昭（ゆもと ひろあき、11月6日 - ）は、日本の実業家、プロデューサー。芸能事務所カロスエンターテイメント代表取締役社長。一般社団法人健康百寿協会理事。作曲家・作詞家名義は「長勢茂三」。

## 概要
芸能事務所カロスエンターテイメント代表取締役社長。医師・文化人を中心に、タレント・アーティストのマネジメント及びプロデュースを手掛ける。ドクターの所属は40名、総勢100名を擁する。美容・健康に特化したメディア戦略を展開。
2021年（令和3年）コロナ禍における飲食業界に活気を取り戻すべく、食のスペシャリストによるグルメユニット「オーナーズ11～飲食の戦士たち」を結成、プロデュースする。渋谷クロスFMにて「ALICE矢沢透の飲食応援団!」番組を企画制作。

## 経歴
古参の大手芸能事務所オスカープロモーション（1970年設立）に入社。宣伝本部に携わり、約20年従事。宣伝副部長を歴任し、2008年（平成20年）オスカープロモーションを円満退社。
2009年（平成21年）「カロスエンターテイメント」を設立。自社所属タレント、業務提携タレントのマネージメント及び、書籍、DVD、物販等プロデュースをスタート。
同年2月、女性現役医師によるユニット「Joy☆Total Clinic」（通称ジョイクリ）をプロデュース。社会的貢献を果たすことが目標の女医ユニット。夕刊フジにて「やすらぎの処方箋」と題した連載を開始。健康と医療への意識と関心を高め社会的貢献を果たすべくメッセージを発信。
2012年（平成24年）一般社団法人 健康百寿協会理事に就任。
2016年（平成28年）11月、伊藤元昭 1stシングル「君と夏と南の島」「ハートブレイク・ロマンス」(オクテットレコード＝クラウン徳間ミュージック)において作詞・作曲を手掛ける。カラオケDAM、JOYSOUNDに配信。
2017年（平成29年）11月、伊藤元昭 2ndシングル「トワイライト・イブ」「週末の夜に」(オクテットレコード＝クラウン徳間ミュージック)において作詞・作曲（別名義「長勢茂三」）。カラオケDAM、JOYSOUNDに配信。
2021年（令和3年）、自身プロデュースの楽曲をボーカロイドの歌声でリバイバルするプロジェクトを開始。「君と夏と南の島」「ハートブレイク・ロマンス」「トワイライト・イブ」を初音ミクの歌声で、「週末の夜に」をKenの歌声でリリース。これに合わせてミュージックビデオをプロデュース。「君と夏と南の島」「ハートブレイク・ロマンス」「トワイライト・イブ」「週末の夜に」のMVをYouTubeにて公開した。
同年4月、飲食業界のスペシャリスト経営者11名が集結して結成したユニット「オーナーズ11〜飲食の戦士たち」をプロデュース。アリス（谷村新司・堀内孝雄ボーカルのフォクソングバンド）のドラム担当・矢沢透のラジオ番組「オーナーズ11 プレゼンツ　ALICE矢沢透の飲食応援団!」をスタートさせる。
2022年（令和4年）4月、空真和尚と保志あかねによるデュエットソング「ふたりの人生」をリリース。プロデュースしたMVが公開。
現在、スペシャリストな医師・文化人を中心に100名規模の文化人、タレントを擁する芸能マネジメントエージェンシーを牽引する。

## 人物
- ミスアンナクィーン・オーディション選考委員会（委員長・酒井政利）の審査員を務める。当時はオスカープロモーション宣伝副部長を歴任[12]。
- フジテレビ「好きな人がいること」「最後から二番目の恋」等、ドラマの舞台になった鎌倉・稲村ケ崎にある「海菜寺」は、湯本の実弟がシェフとして経営している。

## 音楽プロデュース

### 伊藤元昭

#### 1stCD「君と夏と南の島／ハートブレイク・ロマンス」（2016年11月23日発売）
- 「君と夏と南の島」 - 作詞・作曲・プロデューサー[13]

※「Dセレクション～ミセスマートTV NEO」（テレビ埼玉）2017年5月〜7月エンディング曲
※「千原せいじのバズ☆ドラ」（テレビ愛知）2016年11月〜12月
※「ALICE矢沢透の飲食応援団！」（渋谷クロスFM）番組オープニング曲
※ボーカロイド初音ミク、kenの歌声でリメイク
- 「ハートブレイク・ロマンス」 - 作詞・作曲・プロデューサー[13]

※「Dセレクション〜ミセスマートTV NEO」（テレビ埼玉）2017年8月〜10月エンディング曲
※ボーカロイド初音ミクの歌声でリメイク

#### 2ndCD「トワイライト・イブ／週末の夜に」（2017年11月22日発売）
- 「トワイライト・イブ」 - 作詞・作曲・プロデューサー[13]

※テレビ愛知「MOTTO! 〜もっと知りたい」2017年12月〜2018年1月エンディング曲
※「真夜中のおバカ騒ぎ」（TOKYO MX・千葉テレビ）2018年2月度放送エンディング曲
※「Dセレクション～ミセスマートTV NEO」（テレビ埼玉）2018年1月〜4月エンディング曲
※ジャケットに「ミス東スポ2020グランプリ」緑川ちひろを起用
※ボーカロイド初音ミクの歌声でリメイク
- 「週末の夜に」 - 作詞・作曲・プロデューサー[13]

※「MOTTO! 〜もっと知りたい」（テレビ愛知）2018年3月24日エンディング曲
※「Dセレクション〜ミセスマートTV NEO」（テレビ埼玉）2018年5月〜7月エンディング曲
※「ALICE矢沢透の飲食応援団!」（渋谷クロスFM）2022年2月エンディング曲

### KALLOS ＆空真和尚と保志あかね
- 「ふたりの人生」（2022年3月15日発売） - プロデューサー[13]

## ミュージックビデオ
- 【君と夏と南の島 】KALLOS feat.初音ミク
- 【ハートブレイク・ロマンス】Miku Hatsune ver.　KALLOS feat.初音ミク
- 【トワイライト・イブ】KALLOS feat.初音ミク
- 【週末の夜に】KALLOS＆ken　＜ken.ver＞
- 【ふたりの人生】KALLOS &空真和尚と保志あかね
- 【ハートブレイク・ロマンス】KALLOS＆ken